# 옥삼니퀸
옥삼니퀸(Oxamniquine)은 반실(Vansil)이라는 상표명으로 판매되며, 프라지콴텔과 동일하게 만손주혈흡충에 의해 발생하는 주혈흡충증을 치료하는데 주로 사용된다. 경구투여한다.
일반적으로 졸음, 두통, 메스꺼움, 설사, 불그스름한 소변 등이 부작용으로 나타날 수 있다. 임신 중에는 가능하면 권하지 않는다. 발작이 일어날 수 있으므로 뇌전증 환자에게는 주의하여 투여해야한다. 기생충에게 마비를 일으키는 종류의 구충제다.
1972년에 의학적으로 처음 사용되어, 현재 가장 안전하고 효과적인 의약품으로 의료제도에서 필수적인 의약품 목록인 WHO 필수 의약품 목록에 등재되어 있다. 미국에서는 상업적으로 이용할 수 없고, 프라지콴텔보다 비싸다.

## 의료적 사용
주혈흡충증을 치료하기 위해 주로 사용된다. 만손주혈흡충에 의한 주혈흡충증의 경우 프라지콴텔도 옥삼니퀸과 비슷한 정도로 효과를 보인다.

## 부작용
구강 투여시 대부분 잘 듣는다. 1/3 이상의 환자에게서 졸음이나 어지럼증이 나타날 수 있는데, 대부분 복용 후 3시간 후에 시작하여 보통 6시간까지 지속된다. 두통과 함께 메스꺼움, 구토, 설사 등의 위장관성 부작용도 흔하게 나타난다.
두드러기, 가려운 피부 발진, 발열 등의 알레르기성 반응 역시 나타날 수 있다. 일부 환자의 경우 간의 효소 수치가 상승할 수도 있다. 경련성 질환을 앓은 이력이 있는 환자들에게서는 간질성 경련도 나타날 수 있다. 환각과 흥분도 정말 가끔씩 발생한다.
붉은 소변도 발견되었는데, 옥삼니퀸 대사물로 인해 발생하는 것으로 추측된다. 임신부에게는 권장되지 않는다.

## 기작
구충제로써 만손주혈흡충에 대해 효과를 보이나, 다른 주혈흡충류에게는 효과를 보이지 않는다. 만손주혈흡충으로 하여금 장간막의 정맥에서 간으로 이동하게 하는데, 수컷 만손주혈흡충은 간에서 제거되나 암컷 만손주혈흡충은 곧 장간막으로 돌아오나 더 이상 번식하지 못한다. 이로써 구충작용이 이루어진다.
옥삼니퀸은 반전신성 테트라하이드로퀴놀린으로 DNA에 결합해 기생충에게 수축과 마비를 초래하고, 결국 장간막의 세정맥에서 분리되어 사망한다. 항콜린성 효과를 통해 기생충의 운동성을 증가시키고 핵산의 합성을 억제하는 것으로 보인다. 주로 수컷에게 작용하하나 일부 암컷들에게도 작용한다. 프라지콴텔과 마찬가지로 배측 피막보다 복측 피막에 더 강한 효과를 보인다. 수컷 기생충들을 장간막에서 간으로 이동시켜 제거하며, 암컷 기생충은 곧 회복되나 수컷 기생충들에게 나타난 약효로 인해 더 이상 번식하지 못한다.

## 역사
옥삼니퀸은 1972년 케이(Kaye)와 울하우스(Woolhouse)에 의해 화합물 UK 3883(2-이소프로피라미노메틸-6-메틸-7-니트로-1,2,3,4-테트라하이드로퀴놀린)의 대사물질로 처음 소개되었다. 처음에는 아스페르길루스 스클레로티오룸(Aspergillus sclerotiorum)의 히드록실화 효소를 통해 합성되었다. 이후 1979년 샌드위치의 화이자는 옥삼니퀸으로 열대성 질병 치료제 MANSIL를 개발함으로써 열대 의학에 기여한 공로를 인정받아 퀸스어워드 기술적 성취부문(Queen's Award for Technological Achievement)을 수여하였다.

## 입체화학
옥삼니퀸은 한 개의 카이랄 센터와 두 개의 거울상 이성질체를 보유하고 있다. (R)형과 (S)형이 1:1 비율로 섞인 라세미 혼합물의 형태로 존재한다.
| 옥삼니퀸의 거울상 이성질체 | 옥삼니퀸의 거울상 이성질체 |
| -------------------------- | -------------------------- |
| (R)-이성질체               | (S)-이성질체               |

## 참고 문헌
- AHFS Database